# Ланино (Тверская область)
Ланино — деревня в Селижаровском муниципальном округе Тверской области.

## География
Находится в западной части Тверской области на расстоянии приблизительно 11 километров на запад-северо-запад по прямой от административного центра округа поселка Селижарово на восточном берегу озера Волго.

## История
Деревня была показана ещё на карте 1825 года. В 1859 году здесь (деревня Осташковского уезда Тверской губернии) было учтено 9 дворов, в 1941 — 30. До 2020 года входила в состав Селищенского сельского поселения Селижаровского района до их упразднения.

## Население
Численность населения: 54 человека (1859 год), 14 (русские 100 %) 2002 году, 15 в 2010.